# Clásico Saturnino J. Unzué
El Clásico Saturnino J. Unzué es una carrera clásica para potrancas que se disputa en el Hipódromo Argentino de Palermo, sobre 1200 metros de pista de arena y convoca exclusivamente a hembras de 2 años. Está catalogado como un certamen de Grupo 2 en la escala internacional y es una de las carreras más importantes en el proceso selectivo de productos. Hasta 2013 inclusive, este cotejo recibió la clasificación de Grupo 1.
Se disputa regularmente en el primer semestre del calendario (marzo o abril) y lleva su nombre en honor al criador argentino Saturnino J. Unzué, presidente del Jockey Club Argentino, de 1920 a 1921.
Su equivalente para potrillos es el Clásico Santiago Luro que, según la programación anual, suele llevarse a cabo en la misma jornada.

## Últimas ganadoras del Saturnino Unzué
| Año  | Ganador           | País | Jockey                       | País | Padre              | País | Madre           | País | Criador                     | Caballeriza           | Colores            |
| ---- | ----------------- | ---- | ---------------------------- | ---- | ------------------ | ---- | --------------- | ---- | --------------------------- | --------------------- | ------------------ |
| 2020 | Marquesa Key      |      | Eduardo Ortega Pavón         |      | Key Deputy         |      | Marquesa Fitz   |      | Haras Firmamento            | Nuestras Hijas (LP)   | Horse racing silks |
| 2019 | Seattle Ampi      |      | Brian Enrique                |      | Seattle Fitz       |      | Champi Roma     |      | Haras Firmamento            | Los Corrales S.A.     | Horse racing silks |
| 2018 | Surge La Envidia  |      | Adrián Maximiliano Giannetti |      | Storm Surge        |      | Envidiosa Key   |      | Haras Gran Muñeca S.A.      | Firmamento            | Horse racing silks |
| 2017 | Terms Holiday     |      | Francisco Gonçalves          |      | Harlan's Holiday   |      | Terms Parade    |      | Haras Firmamento            | Firmamento            | Horse racing silks |
| 2016 | The Cat Is Out    |      | Eduardo Ortega Pavón         |      | Zensational        |      | Thecatinthespat |      | Haras La Pasión             | Rubio B.              | Horse racing silks |
| 2015 | Stay Calm         |      | Facundo Coria                |      | Dynamix            |      | Stay Close      |      | Haras Vacación              | Fejiparema            | Horse racing silks |
| 2014 | Cincinnati Flower |      | Altair Domingos              |      | Pure Prize         |      | Cincidella      |      | Haras Santa María de Araras | Santa María de Araras | Horse racing silks |
| 2013 | Wanna Dance       |      | Jorge Ruíz Díaz              |      | The Leopard        |      | Wannabe         |      | Haras La Quebrada           | La Quebrada           | Horse racing silks |
| 2012 | Bamba Jane        |      | Edwin Talaverano             |      | Johannesburg       |      | Bamba Fitz      |      | Haras Firmamento            | Firmamento            | Horse racing silks |
| 2011 | La Impaciente     |      | Jorge Ricardo                |      | Bernstein          |      | La Imparable    |      | Haras La Pasión             | Rubio B.              | Horse racing silks |
| 2010 | Sembrá Fe         |      | Andrea Marinhas              |      | Manipulator        |      | Siembra Pasión  |      | Haras El Tala               | Arcángel              | Horse racing silks |
| 2009 | Peristáltica      |      | Jorge Ricardo                |      | Intérprete         |      | Pediform        |      | Haras Don Arcángel          | Arcángel              | Horse racing silks |
| 2008 | Bouclette Glory   |      | Edwin Talaverano             |      | Honour and Glory   |      | Bouclette Fitz  |      | Haras Firmamento            | Firmamento            | Horse racing silks |
| 2007 | Stormy Vil        |      | Jorge Valdivieso             |      | Bernstein          |      | Forty Villa     |      | Haras La Biznaga            | La Biznaga            | Horse racing silks |
| 2006 | Batallosa         |      | Jacinto Herrera              |      | Southern Halo      |      | Baleares        |      | Haras La Quebrada           | La Quebrada           | Horse racing silks |
| 2005 | Stormy Kiss       |      | Jorge Valdivieso             |      | Bernstein          |      | Shy Besada      |      | Haras La Biznaga            | La Biznaga            | Horse racing silks |
| 2004 | Rosa Miss         |      | Juan Pablo Albano            |      | Luhuk              |      | Bebony          |      | Haras Don Arcángel          | Mariva                | Horse racing silks |
| 2003 | South Vagabunda   |      | Jorge Valdivieso             |      | Southern Halo      |      | Vaga Toss       |      | Haras La Biznaga            | La Biznaga            | Horse racing silks |
| 2002 | Beau Fete         |      | Juan Pablo Lagos             |      | Beau Sultan        |      | Fete Galante    |      | Haras de La Pomme           | Pacífica              | Horse racing silks |
| 2001 | Randy Cat         |      | Juan José Paulé              |      | Roy                |      | Razzi Cat       |      | Haras Vacación              | Vacación              | Horse racing silks |
| 2000 | Serenita          |      | Jacinto Herrera              |      | Southern Halo      |      | Seinita         |      | Haras La Quebrada           | Matty                 | Horse racing silks |
| 1999 | La Galerie        |      | Edwin Talaverano             |      | Southern Halo      |      | Aquarelle       |      | Haras La Quebrada           | Three Chimneys Farm   | Horse racing silks |
| 1998 | Tima              |      | Horacio Karamanos            |      | Political Ambition |      | Típica          |      | Haras Vacación              | Vacación              | Horse racing silks |
| 1997 | Slew of Reality   |      | Horacio Karamanos            |      | Political Ambition |      | Slew of Reasons |      | Haras Vacación              | Las Telas             | Horse racing silks |
| 1996 | Nashville Luckie  |      | Jorge Valdivieso             |      | Lode               |      | Native Luckie   |      | Haras Santa María de Araras | Santa María de Araras | Horse racing silks |
| 1995 | Liberiana         |      | Pablo Falero                 |      | Johnny's Prospect  |      | Libertina       |      | Haras Vacación              | Vacación              | Horse racing silks |